# Triglops metopias
Triglops metopias és una espècie de peix pertanyent a la família dels còtids.

## Descripció
- La femella fa 16,7 cm de llargària màxima.[5][6]

## Hàbitat
És un peix marí, demersal i de clima polar (59°N-50°N, 160°E-145°W) que viu entre 27 i 132 m de fondària.

## Distribució geogràfica
Es troba al Pacífic nord: des del mar de Bering fins a Auke Bay (Alaska).

## Observacions
És inofensiu per als humans.